# جفری کراسلی
جفری کراسلی (انگلیسی: Geoffrey Crossley؛ زادهٔ ۱۱ مهٔ ۱۹۲۱ در بسلو، داربی‌شر، درگذشتهٔ ۷ ژانویهٔ ۲۰۰۲ در هدینگتون، آکسفوردشر) رانندهٔ مسابقات اتومبیل‌رانی فرمول یک اهل بریتانیا بود که در فصل ۱۹۵۰ در مجموع در دو گراند پری شرکت کرد، اما موفق به کسب هیچ امتیازی نشد.
کراسلی در ۷ ژانویهٔ ۲۰۰۲ بر اثر سکته مغزی در بیمارستان جان ردکلیف واقع در هدینگتون، آکسفوردشر درگذشت.